# 高賢寧
高賢寧，山東濟南府濟陽縣（今山東省濟南市濟陽縣）人，明朝人物。
高賢寧早年從學于教諭王省，以節義相砥礪。建文年間，入太學，但因燕軍圍困濟南，高賢寧被困不得出。當參政鐵鉉請求計謀，高賢寧作《周公輔成王論》，射于城外，燕王為其言辭而悅，緩為進攻。之後相持兩月，燕兵撤退。朱棣即位后，高賢寧被逮捕。明成祖授其官職，而其堅持不赴任。錦衣衛指揮紀綱與高賢寧關係不錯，勸其就任。高賢寧則說其不能違背師父的教導，后被放回，九十七歲去世。